# Zbory Boże w Nigrze
Zbory Boże w Nigrze (ang. Assemblies of God of Niger) – chrześcijański wolny kościół protestancki o charakterze ewangelikalnym nurtu zielonoświątkowego działający w Nigrze, wchodzący w skład Światowej Wspólnoty Zborów Bożych. Zbory Boże w 2016 roku liczą w Nigrze blisko 10 tys. wiernych zrzeszonych w 89 zborach. Misjonarze z Francji, Burkina Faso i ze Stanów Zjednoczonych rozpoczęli pracę misyjną w 1990 roku. Kościół chce walczyć ze skrajnym ubóstwem, oferując usługi w zakresie edukacji, zdrowia i prac wodnych.
W 2015 roku podczas protestów związanych z Charlie Hebdo spalonych zostało 2 domy duchownych, 14 zborów i sierociniec prowadzony przez Kościół. 